# Gulou, Nanjing
Gulou (kinesiska: 鼓楼区) är ett stadsdistrikt i provinshuvudstaden Nanjing i Jiangsu-provinsen i östra Kina.  Distriktets namn betyder bokstavligen "trumtornet", vilket syftar på Nanjings gamla trumtorn som är beläget i distriktet.
År 2013 införlivades det tidigare stadsdistriktet Xiaguan i Gulou.